# Ersan Gülüm
Ersan Adem Gülüm (* 17. května 1987, Melbourne) je australsko-turecký fotbalový obránce od roku 2016 hrající v čínském klubu Hebei China Fortune. Reprezentoval Austrálii a od roku 2013 obléká dres národního týmu Turecka.
Hraje na postu stopera (středního obránce).

## Reprezentační kariéra

### Austrálie
Ersan Gülüm nastupoval za australský výběr U23 v kvalifikaci na LOH 2008.

### Turecko
V A-týmu Turecka debutoval 10. 9. 2013 v Bukurešti v kvalifikačním utkání s domácím týmem Rumunska (výhra 2:0).